# Gymnasium Brunsbüttel
Das Gymnasium Brunsbüttel ist ein allgemeinbildendes Gymnasium in Brunsbüttel im Kreis Dithmarschen in Schleswig-Holstein. Die 1975 gegründete Schule liegt im Zentrum der Schleusenstadt und bietet Raum für Schüler, die ihr Abitur nach neun Jahren erwerben wollen (G9).

## Geschichte
Der Antrag zur Gründung eines Gymnasiums wurde schon am 24. Oktober 1960 von der Stadt Brunsbüttelkoog gestellt. Es dauerte jedoch bis zum 4. August 1975, bis die ersten Schüler am Gymnasium eingeschult wurden. Zunächst war es die Außenstelle Brunsbüttel des Gymnasiums Marne; ein selbstständiges Gymnasium mit der offiziellen Bezeichnung „Gymnasium im Entstehen im Schulzentrum Brunsbüttel, Gymnasium des Kreises Dithmarschen“ wurde es zum 1. August 1980. Im Laufe des Schuljahres 80/81 wechselte die Trägerschaft der Schule. Die Stadt Brunsbüttel übernahm die Trägerschaft vom Kreis Dithmarschen.

## Gebäude
Der Architekt Feldsien gewann im März 1973 den 1. Preis bei der Ausschreibung und die Baupläne wurden der Öffentlichkeit vorgestellt. Der Bau konnte schnell begonnen werden und so wurde schon am 24. Mai 1974 das Richtfest für den 1. Bauabschnitt gefeiert. Im April 2012 bekam das Architektenbüro Petersen Pörksen Partner den Auftrag für die Erstellung eines Energiekonzeptes und eines Konzeptes für die Fassadensanierung am Gymnasium. Die Fassadensanierung startete am 28. April 2017 und wurde im Dezember 2019 abgeschlossen.

## Schulprofil
Folgende Besonderheiten bietet das Gymnasium Brunsbüttel:
- Bläserklassen[2]
- Sinfonisches Blasorchester
- Schule ohne Rassismus – Schule mit Courage[3]
- Gymnasium Brunsbüttel go(es) Green[4]
- Schulsanitätsdienst[5]
- Schülerforschungszentrum mit Robotik AG[6]
- Bilingualer (Deutsch und Englisch) Unterricht im Fach Geschichte
- Kooperation mit dem historischen Lernort Neulandhalle[7]
- Kooperationen mit Chemiefirmen vor Ort[8]
- Die Stadtbücherei ist im gleichen Gebäude beheimatet.[9]

## Austauschziele
Am Gymnasium Brunsbüttel findet regelmäßig ein Austausch mit anderen Schulen statt. Folgende Austauschziele gibt es:
- Indonesien: Bali[10]
- Frankreich: Sant-Brieuc / Bretagne[11]
- Tschechien: Prag[12]
- Dänemark: (Partnerschule: Gymnasium Ringkøbing)[13]

## Ausstattung und Veranstaltungen
Es gibt
- das Lernen mit Interaktiven Whiteboards in jedem Klassenraum.
- ein flächendeckendes WLAN – auch für Schüler.
- modern ausgestattete Fachräume in der Naturwissenschaft.
- einen Raum, der es den Bläserklassen ermöglicht, sich auf Konzerte vorzubereiten.
- zwei Sporthallen, einen Sportplatz und einen Basketballplatz.
- die angrenzende Stadtbücherei.
- einen für Lehrer und Schüler zugänglichen Fitnessraum.
- einen Oberstufenraum, welcher für Schüler der 11. – 13. Klasse nutzbar ist.
- einen Schulkiosk.
- ein jährliches Weihnachtskonzert im Elbeforum.

## Ehemalige
Viele ehemalige Schüler und Lehrer sind im Verein ehemaliger Schüler und Lehrer des Brunsbütteler Gymnasiums organisiert. Bekannte ehemalige Schüler und Schülerinnen sind unter anderem:
- Susanne Gärtner (* 1974), Schauspielerin
- Oliver Kumbartzky (* 1981), Politiker
- Jennifer Oeser  (* 1983), ehemalige Leichtathletin
- Timon Ballenberger (* 1992), Schauspieler